# Кенигсегвалд
Кенигсегвалд (њем. Königseggwald) општина је у њемачкој савезној држави Баден-Виртемберг. Једно је од 39 општинских средишта округа Равенсбург. Према процјени из 2010. у општини је живјело 664 становника. Посједује регионалну шифру (AGS) 8436053.

## Географски и демографски подаци
Кенигсегвалд се налази у савезној држави Баден-Виртемберг у округу Равенсбург. Општина се налази на надморској висини од 661 метра. Површина општине износи 6,8 km². У самом мјесту је, према процјени из 2010. године, живјело 664 становника. Просјечна густина становништва износи 97 становника/km².